# Bonatitan
Bonatitan reigi
Genre
Espèce
Bonatitan est un genre éteint de dinosaures titanosaures du Crétacé supérieur découvert en Argentine où il a vécu au cours du Crétacé supérieur. 
La seule espèce connue, l'espèce type, Bonatitan reigi, a été décrite par Agustín Guillermo Martinelli (d) et Analía Marta Forasiepi (d) en 2004.
Il est classé parmi les Lithostrotia depuis 2020 par Adrián Páramo (d), Pedro Mocho (d) et Francisco Ortega (d).

## Étymologie
Le nom générique a été donné en l'honneur du paléontologue argentin José Fernando Bonaparte. Le nom spécifique a été donné en l'honneur d'Osvaldo Reig.

## Description
L'espèce type est Bonatitan reigi, décrite pour la première fois par Martinelli et Forasiepi en 2004. L'épithète spécifique honore Osvaldo Reig. L'holotype, MACN-PV RN 821, comprenait à l'origine une boîte crânienne et des vertèbres caudales ainsi que des éléments des membres. Cependant, Leonardo Salgado et al. (2014) ont modifié l'holotype pour n'inclure que la boîte crânienne, et ont traité les autres éléments catalogués sous MACN-PV RN 821 comme appartenant à un individu distinct sur la base de la taille et des proportions relatives.